# Олёкма (станция)
Олёкма — железнодорожная станция (до 1.10.2010 относилась к Тындинскому отделению) Тындинского региона  Дальневосточной железной дороги. Расположена в одноимённом посёлке Олёкма Тындинского района Амурской области.
Станция и поселок получили своё название от названия одноимённой реки с эвенкийского языка:  олло  — рыбная река; др.вариант: оллоохума  — рыбная, река неминуемая в пути; др.вариант: оллодер — река, переходимая вброд .
С 1 февраля 1980 года в п. Олёкме был организован строительно-монтажный поезд № 698 треста «Тындатрансстрой» (возглавленный первым на БАМе Героем Социалистического Труда Новиком В. Г.) который и построил станцию.
В марте 1982 г. началась укладка железнодорожного пути, а в ноябре 1983 г. прошёл первый поезд через построенную станцию отделения временной эксплуатации (ОВЭ) треста «Тындатрансстрой».
С июля 2015 г. начались подготовительные работы по строительству вторых путей на участке ст. Олекма — разъезд 1945 км.
По основному характеру работы является промежуточной, по объёму работы отнесена к 3 классу.
На станции одна пассажирская боковая низкая платформа и пассажирское здание.

## Дальнее сообщение

### Круглогодичное движение поездов
| № поезда | Маршрут движения   | № поезда | Маршрут движения   |
| -------- | ------------------ | -------- | ------------------ |
| 75       | Нерюнгри — Москва  | 76       | Москва — Нерюнгри  |
| 97       | Тында — Кисловодск | 98       | Кисловодск — Тында |

### Сезонное движение поездов
| № поезда | Маршрут движения | № поезда | Маршрут движения |
| -------- | ---------------- | -------- | ---------------- |
| 235      | Тында — Анапа    | 236      | Анапа — Тында    |